# رومانو بيرتيتشوني
رومانو بيرتيتشوني (بالإيطالية: Romano Perticone)‏ (مواليد 13 أغسطس 1986 في ميلزو - إيطاليا) لاعب كرة قدم إيطالي يلعب حاليا لصالح نادي الدرجة الأولى ليفورنو الإيطالي منذ 2008 في مركز قلب الدفاع كما يجيد اللعب في مركز الظهير الأيمن .

## روابط خارجية
- رومانو بيرتيتشوني على موقع قاعدة بيانات كرة القدم.إي يو (الإنجليزية)
- رومانو بيرتيتشوني على موقع Soccerway.com (الإنجليزية)
- رومانو بيرتيتشوني على موقع عالم كرة القدم.نت (الإنجليزية)
- رومانو بيرتيتشوني على موقع كووورة
- رومانو بيرتيتشوني على موقع AS.com (الإسبانية)